# 長治鄉
22°40′36″N 120°31′38″E / 22.676579°N 120.527302°E
長治鄉（臺灣客家語南四縣腔：congˇ cii hiongˊ），舊稱「長興」，位於臺灣屏東縣北部，北臨鹽埔鄉，東鄰瑪家鄉三和村、內埔鄉，西鄰屏東市，西北連九如鄉，南接麟洛鄉。全境地勢平坦，由東南向西北緩傾，氣候上屬熱帶季風氣候。
本鄉是客家六堆中的前堆，居民以客家人為主要族群（約五成），閩南人次之，產業則以農業為主。

## 歷史

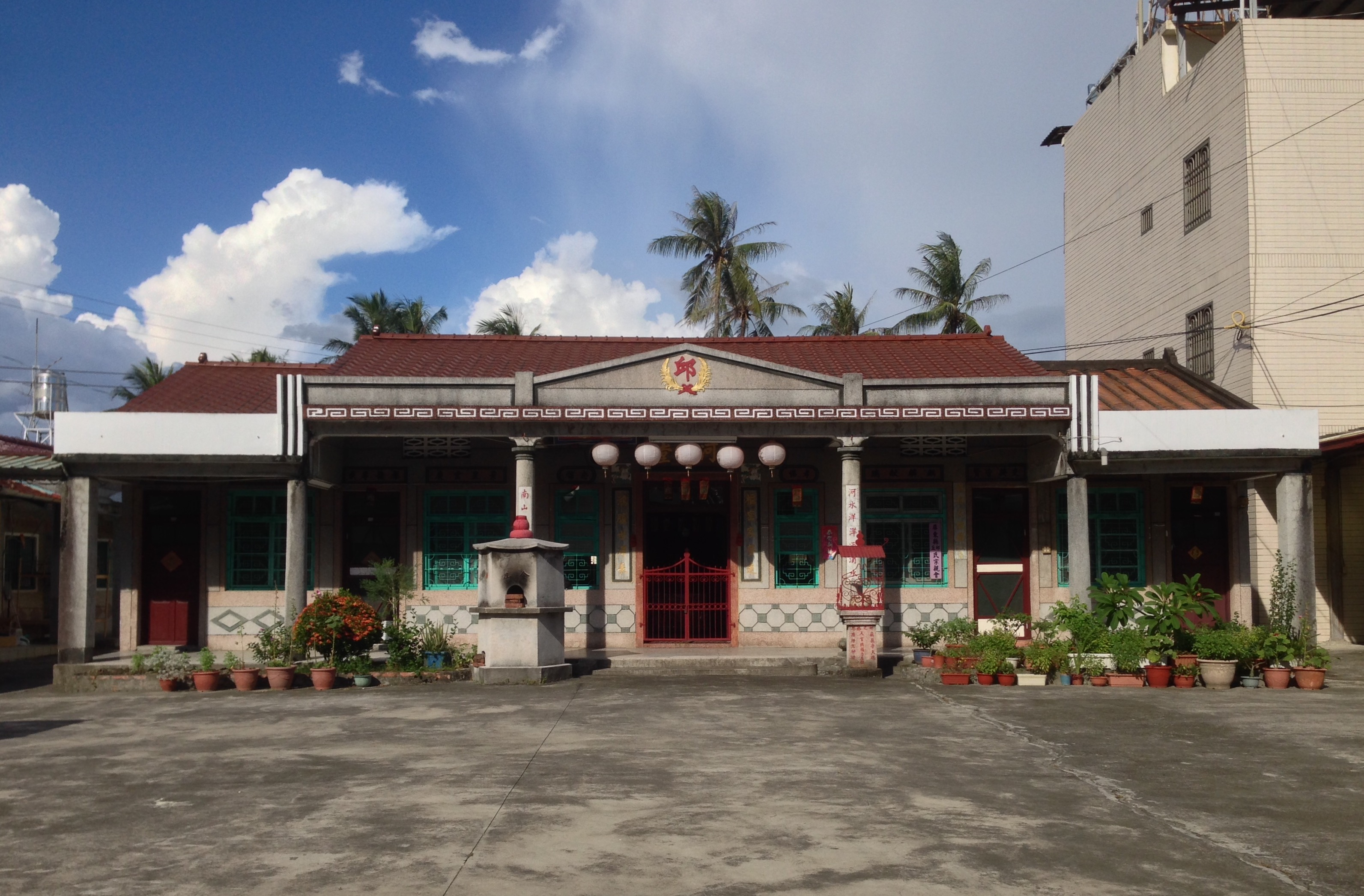
邱永鎬公祠

長治鄉舊名「長興」，原屬馬卡道族阿猴社勢力範圍。在清康熙三十八年（1699年），此地由廣東潮州府鎮平縣（即今之梅州市蕉嶺縣）漢族客家移民邱永鎬率族人開墾火燒庄，逐漸形成聚落。老潭頭在清康熙四十七年（1708年），由潮州府程鄉縣（今梅州市梅縣區和梅江區）移民邱宗旦家族開墾，包含了今日潭頭村、香楊村兩地。康熙四十年（1701年），有古姓墾民開墾竹葉林庄，為今日德協地區的前身。康熙後期的竹葉林一帶即為番界所在地，阿猴社居民在此期間也遷往屬於排灣族領土的德協、番仔寮。後於乾隆年間，閩南移民張、吳兩姓入墾繁華地區。因水患關係，一部份人遷往內埔鄉，建立犁頭鏢庄。
1895年，六堆與日軍爆發火燒庄戰役，長治鄉多地遭焚毀。日治初期劃為阿緱廳廳直轄麟洛區；1920年臺灣地方改制，麟洛區改為長興，劃歸高雄州屏東郡管轄。戰後初期改劃設為高雄縣屏東區長興鄉；1946年被劃入屏東市，並取「長治久安」之義，易名為「長治區」；1950年改為屏東縣長治鄉至今。1955年南半部麟洛地區奉准分鄉，設立麟洛鄉。1970年，自繁華村分出榮華村，多為眷村。近年來，長治鄉發展出許多新社區，儼然成為屏東市的衛星鄉鎮。
2009年八八水災後，長治鄉的榮華村內劃出一狹長區塊供原住民遷村使用，名為「長治百合部落園區」，三地門鄉達來村、德文村、霧台鄉霧台村、佳暮村、吉露村、大武村、阿禮村皆有遷入，行政區劃改劃至這些鄉、村，脫離長治鄉榮華村，使該園區內共有二鄉七村的飛地。

## 人口
根據屏東縣內埔戶政事務所統計，2024年底長治鄉戶數約1.1萬戶，人口約2.9萬人，鄉內人口最多與最少的村分別是新潭村與德和村，2024年底兩村人口分別為4,141人與804人。長治鄉人口族群分布主要以客家人為主，僅番仔寮地區為閩南人聚落。

## 政治

### 歷任首長
| 屆次 | 姓名   | 黨籍   | 備註     |
| 1    | 李清輝 |        |          |
| 2    | 林順榮 |        |          |
| 3    | 邱永富 |        |          |
| 4    | 邱永富 |        |          |
| 5    | 邱日新 |        |          |
| 6    | 邱日新 |        |          |
| 7    | 黃順丁 |        |          |
| 8    | 黃順丁 |        |          |
| 9    | 邱維河 |        |          |
| 10   | 邱維河 |        |          |
| 11   | 曾雨水 |        |          |
| 12   | 邱清源 |        |          |
| 13   | 邱清源 |        |          |
| 14   | 吳永松 |        |          |
| 15   | 邱永安 |        |          |
| 16   | 許玉秀 |        |          |
| 17   | 許玉秀 |        | 因案停職 |
| 17   | 李新煌 |        | 代理     |
| 17   | 燕諒   |        | 代理     |
| 18   | 古佳川 | 無黨籍 |          |
| 19   | 古佳川 | 無黨籍 | 因案辭職 |
| 19   | 許重慶 | 無黨籍 | 代理     |
| 19   | 曾龍陽 | 無黨籍 | 代理     |
| 19   | 吳亮慶 | 無黨籍 | 補選     |

### 鄉政組織
長治鄉公所是長治鄉最高層級的地方行政機關，在中華民國政府架構中為鄉自治的行政機關，同時負責執行縣政府及中央機關委辦事項。長治鄉的自治監督機關為屏東縣政府。鄉長由全體鄉民直接選舉產生，任期為四年，可連選連任一次。長治鄉公所並置鄉政會議，為鄉政最高決策機構，在鄉長之下，設有5課4室等9個內部單位及3個附屬機關。
長治鄉民代表會是長治鄉的最高民意機關，代表長治鄉全體鄉民立法和監察鄉政。鄉民代表由公民直選選出，任期為四年，可連選連任。長治鄉民代表會共有11位鄉民代表，分別為第一選區（長興區）5席鄉民代表、第二選區（德協區）3席鄉民代表、第三選區（繁華區）3席鄉民代表，主席、副主席由11位鄉民代表互選產生。

### 行政區
現今長治鄉行政範圍的確立，來自於1960年，調整行政區域，將原屬內埔鄉的隘寮大同農場土地納入鄉域。
長治鄉共轄16個村，其行政區域分布情形為：
| 次分區 | 里名   | 里名   | 里名   | 里名   | 里名   | 里名   |
| ------ | ------ | ------ | ------ | ------ | ------ | ------ |
| 長興區 | 長興村 | 新潭村 | 潭頭村 | 香楊村 | 進興村 |        |
| 德協區 | 德協村 | 德成村 | 德榮村 | 德和村 | 崙上村 | 復興村 |
| 繁華區 | 繁華村 | 繁昌村 | 繁榮村 | 繁隆村 | 榮華村 |        |

| 長治鄉行政區劃 |
|                |

### 警政治安
- 屏東縣警察局屏東分局 （页面存档备份，存于）
  - 長治分駐所：屏東縣長治鄉進興村復興路2號　Tel：(08)7366741
  - 德協派出所：屏東縣長治鄉德協村中興路635號　Tel：(08)7621604
  - 繁華派出所：屏東縣長治鄉繁昌村中山路102號　Tel：(08)7621384

## 廣播電臺
财团法人中央广播电台在此乡设有分台，中波发射功率分别为600和1200千瓦，使用中波927、1521千赫，用于对中国大陆和东南亚广播，目前该分台的执照已经被注销，但频率仍保留。
原址現已整理，成立「長治百合部落園區」，提供屋舍給莫拉克風災的山區災民居住。

## 教育

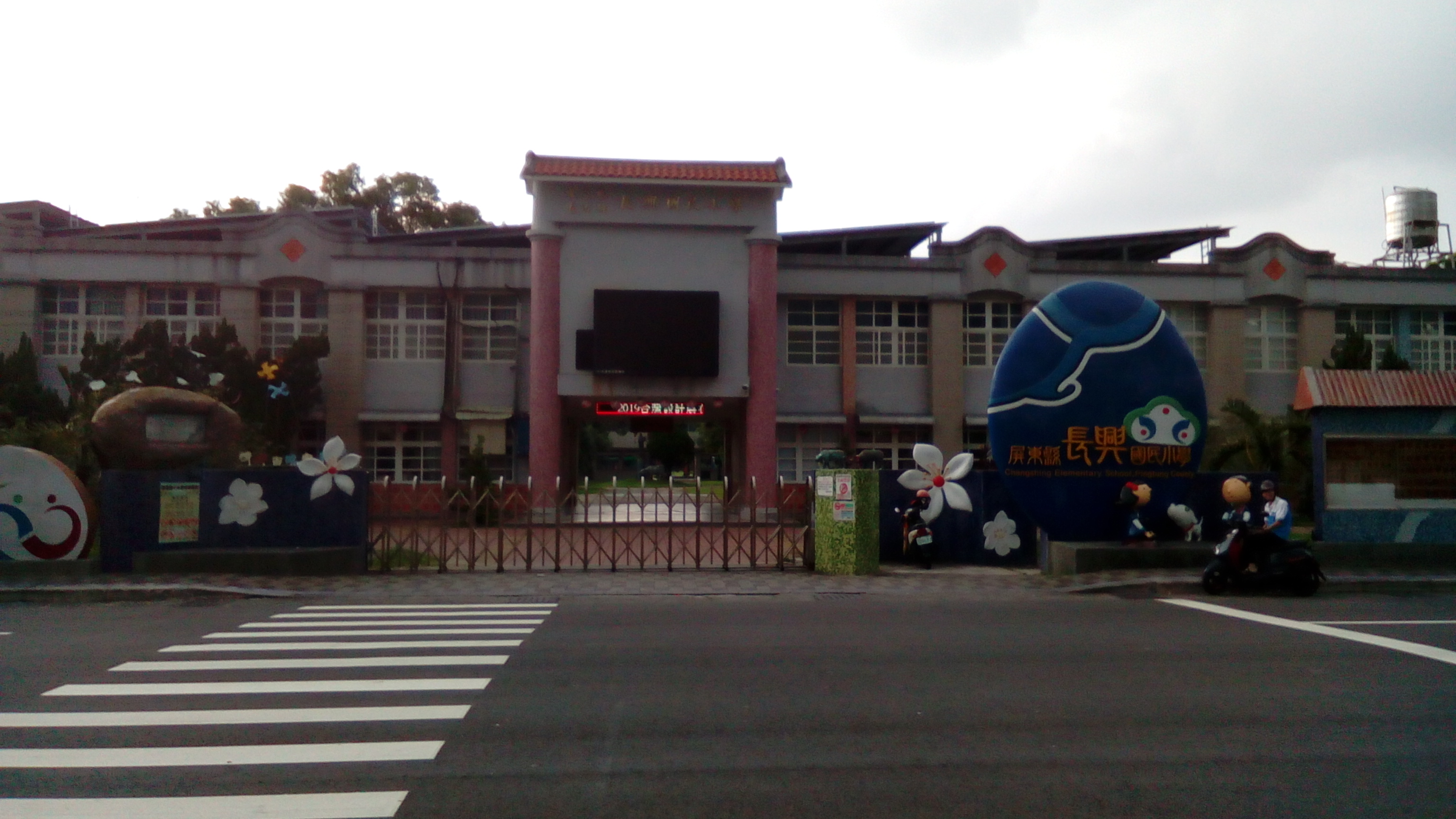
長治長興國小

### 國民中學
- 屏東縣立長治國民中學（德成村）

### 國民小學
- 屏東縣長治鄉長興國民小學（新潭村）
- 屏東縣長治鄉繁華國民小學（繁華村）
- 屏東縣長治鄉德協國民小學（德成村）
- 崇華雙語學校（復興村）

### 圖書館
- 屏東縣長治鄉立圖書館（潭頭村）因內部整修目前未對外開放
- 屏東縣長治鄉立圖書館-繁華分館（繁隆村）
- 屏東縣長治鄉向日葵圖書館（德榮村）

### 幼兒園
- 長治鄉繁華國民小學（繁華村）
- 長治鄉德協國民小學（德成村）
- 人之初幼兒園（繁華村）
- 冠迪幼兒園（長興村）
- 景福幼稚園（崙上村，已廢校）
- 香潭幼稚園（潭頭村）
- 慈育幼稚園（德成村）

## 交通

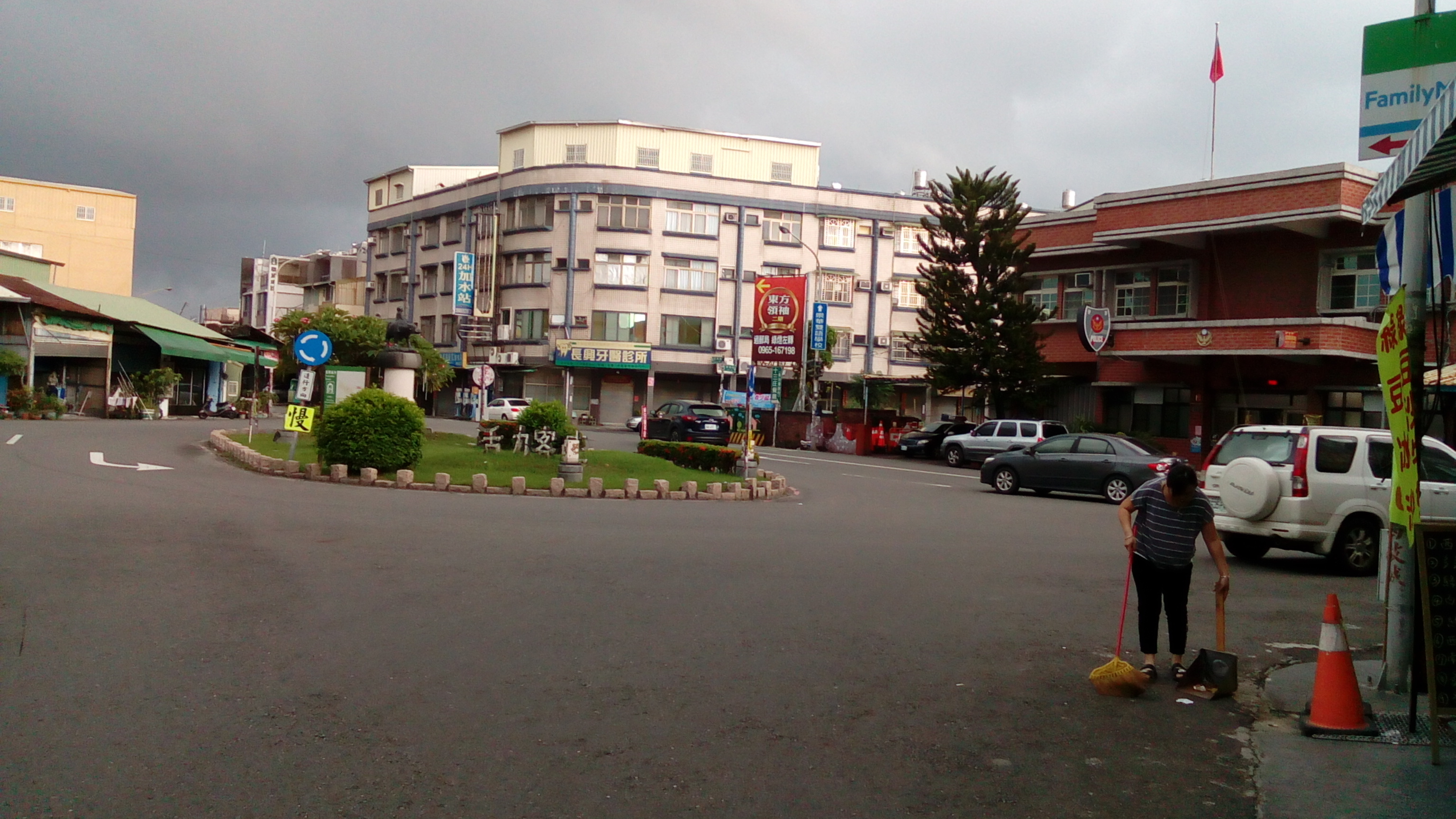
長治鄉圓環

### 公路
國道
- 國道三號（福爾摩沙高速公路）
  - 屏東交流道（396k）
  - 長治交流道（400k）

省道
- 台24線
- 台27線

縣道
- 縣道187丙線（國道三號橋下側車道，2014年5月1日公告新編）

鄉道
- 屏19線
- 屏25線
- 屏26線
- 屏34線
- 屏37線
- 屏39線
- 屏40線
- 屏41線
- 屏43線

### 公共運輸
市區公車
- 705：老崙線
- 706：德協線

社區巴士
- 霧台鄉原鄉社區巴士：百合－三和－好茶－三地門－霧台
- 霧台鄉幸福巴士：佳暮-屏基
- 霧台鄉幸福巴士：百合-屏東

公路客運
- 8221：屏東－德和－鹽埔
- 8226：屏東－鹽埔－高樹
- 8227：屏東－崙上－三地門鄉公所
- 8228：屏東－份仔－水門
- 8229：屏東－三和－水門

## 旅遊

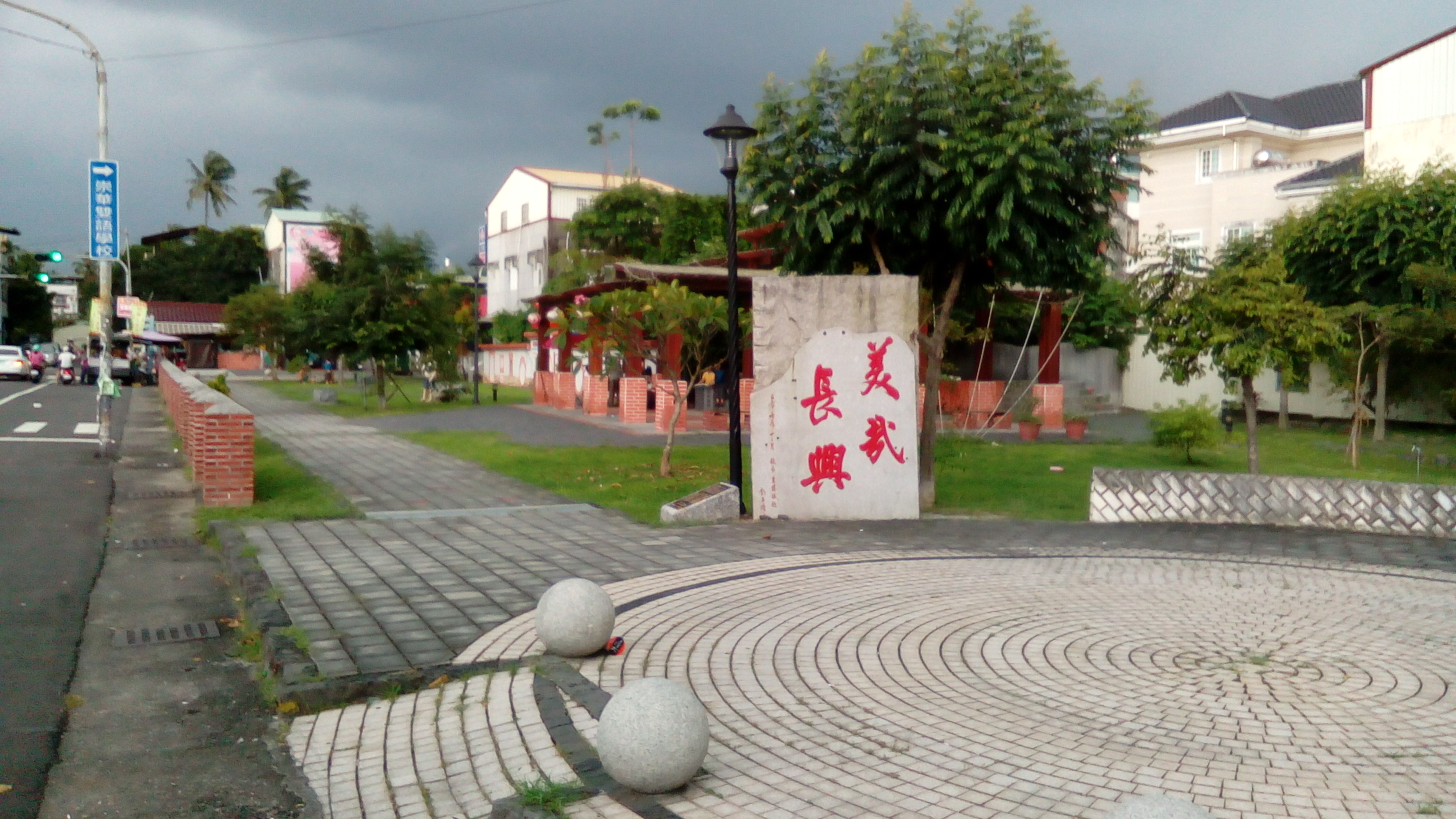
長治–前堆客家意象

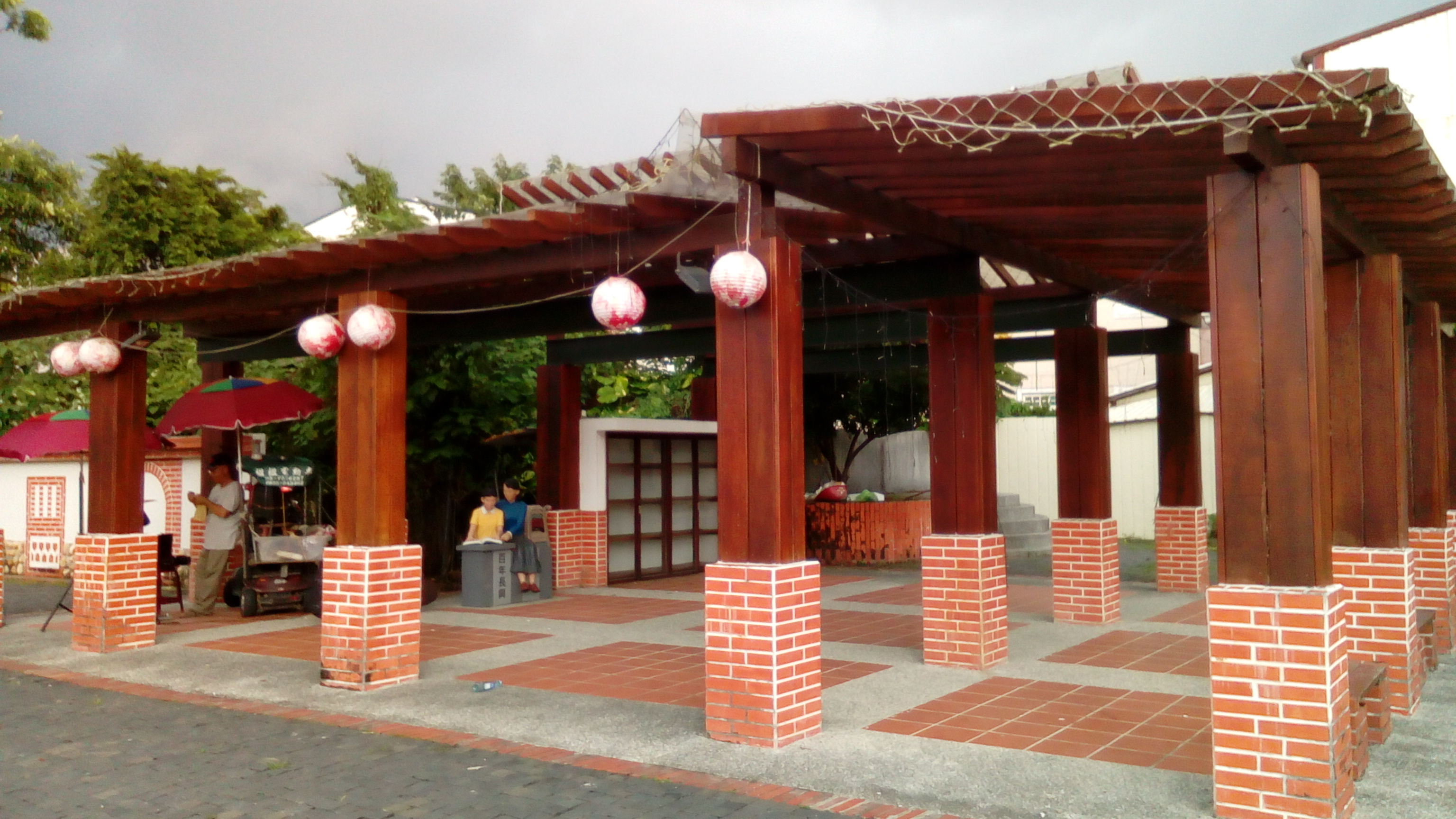
長興公園之造型涼亭

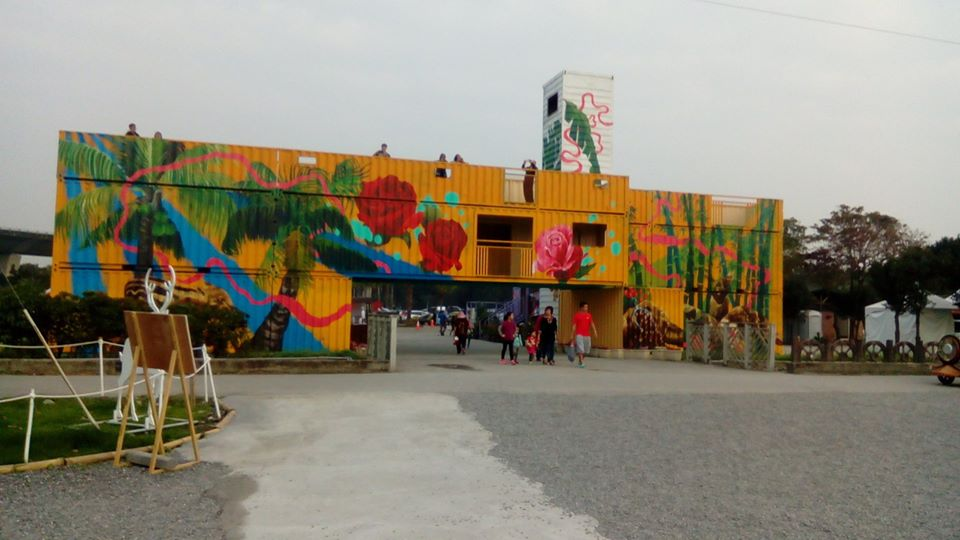
2020年屏東熱帶農博

- 長治抗日紀念公園 （页面存档备份，存于）
- 長治鄉藝術館
- 竹葉庄古門樓（德協村）
- 屏東熱帶農業博覽會（德和村） （页面存档备份，存于）
- 天明製藥觀光藥廠（德和村）
- 農業科技園區觀賞水族展示廳（德和村）
- 屏東農業生物科技園區（德和村）
- 愛上休閒馬場（繁華村）
- 財團法人屏東縣長治鄉福崙宮（崙上村）
- 新潭頭玄天上帝廟（進興村）
- 長興天后宮（長興村）：由台南市大天后宮分香而來。
- 單車國道（位於國道3號下方）
- 清朝下淡水都司署城門遺址

## 特產
- 木瓜
- 香蕉
- 椰子
- 蓮霧
- 甘蔗
- 竹筍
- 鳳梨
- 檳榔

## 外部連結
- 屏東縣長治鄉公所 （页面存档备份，存于）
- 屏東縣政府全球資訊網 平原系統 長治鄉 （页面存档备份，存于）
- 長治鄉衛生所[永久]
- 長治鄉戶政事務所 （页面存档备份，存于）
- 長治鄉立圖書館有關長治鄉的介紹
- OpenStreetMap上有關長治鄉的地理